# All You Need Is Cash
All You Need Is Cash (conosciuto anche come The Rutles: All You Need is Cash) è un film per la televisione del 1978 diretto da Eric Idle e Gary Weis. È una commedia musicale che traccia, nello stile del falso documentario,  la carriera dei Rutles, una band britannica parodia dei Beatles creata dal comico inglese Eric Idle (che, oltre a dirigere il film, ne interpreta tre personaggi). Il film venne trasmesso il 22 marzo 1978 sulla NBC in America e sulla BBC2 in Gran Bretagna. Per il cast furono scelti diversi membri del famosissimo show TV Saturday Night Live, come Dan Aykroyd, Bill Murray e John Belushi.
La musica e gli eventi della vita dei Rutles vengono presentati di pari passo con quelle dei Beatles quasi alla lettera, mettendo in satira molti dei principali luoghi ed eventi della carriera di questi ultimi. Ad esempio, il film animato Yellow Submarine è parodiato in Yellow Submarine Sandwich (titolo che allude a un noto panino statunitense).
Venne pubblicato un album colonna sonora del film intitolato The Rutles.
È stato realizzato un seguito del film nel 2002 intitolato The Rutles 2: Can't Buy Me Lunch.

## Trama
Un giornalista inglese racconta, sotto forma di un documentario, la storia della grande band di fama mondiale The Rutles, composta dai quattro musicisti di Liverpool: Dirk McQuickly, Wom Barry, Stig O'Hara e Ron Nasty. Con interviste e lunghi viaggi, ripercorre la storia dall'ascesa alla fine dei Rutles. La band, partita dal nulla, arriva ad un successo eccezionale con brani come Hold My Hand, I Must Be In Love, Let's Be Natural e Get Up and Go, o album quali il seminale Sgt. Rutter's Darts Club Band, Let it Rot e Shabby Road. Anche nel cinema, i quattro hanno successo con titoli come A Hard Day's Rut, OUCH!, Yellow Submarine Sandwich e Tragical History Tour.
Con l'aiuto di interviste a Mick Jagger, Paul Simon e Roger McGough, il reporter ricostruisce fedelmente la storia della band, anche a costi un po' esagerati (come farsi investire), girando il mondo (ma spesso sbagliando location) in tutte le principali tappe in cui la band ha avuto un grande successo nel corso degli anni: Liverpool (1962), Londra (per suonare davanti alla regina), poi a New York, dove un Disc Jockey pazzo urla alla radio la notizia del loro arrivo in America, Oxford, California, New Orleans, Mississippi, Australia, Canada, Cleveland, dove viene intervistato un ex-produttore discografico tabagista di nome Brian Thigh, reo di averli scartati al loro debutto durante un'audizione.
Dopo molti altri viaggi, vengono intervistati dei semplici passanti presi per strada che poi si rivelano essere grandi fan della band (come la bizzarra signorina Emily Pules). Oppure strani personaggi, come lo spregevole promotore finanziario Ron Decline, considerato il più temuto del mondo (tutti cercano di evitarlo), e le cui uniche parole rassicuranti che dice sono davanti allo specchio (a se stesso). Il viaggio dell'impetuoso reporter finisce con l'essere investito per strada sulle celebri strisce pedonali di Shabby Road e con il crollo del successo dei Rutles.

## Produzione
All You Need Is Cash è uno dei primi mockumentary, ed è stato di ispirazione a Rob Reiner per il suo This Is Spinal Tap del 1984.
Il film venne co-prodotto da Eric Idle e Lorne Michaels, e diretto da Idle e Gary Weis. Fu trasmesso per la prima volta il 22 marzo 1978 sul canale NBC, ottenendo il più basso indice d'ascolto di qualsiasi show in prima serata quella settimana negli Stati Uniti. Il programma fece molto meglio quando venne teletrasmesso in Gran Bretagna dalla BBC2 il 27 marzo 1978.
I Rutles furono interpretati da Eric Idle (Dirk McQuickly - parodia di Paul McCartney), John Halsey (Barry Wom - parodia di Ringo Starr), Ricky Fataar (Stig O'Hara - parodia di George Harrison), e Neil Innes (Ron Nasty - parodia di John Lennon). Questo gruppo "parodia dei Beatles" era originariamente apparso in uno sketch all'interno del programma televisivo di Idle Rutland Weekend Television del 1975, ma in quel caso Stig era interpretato da David Battley (Fataar lo sostituì in occasione del film). Quando due anni dopo venne chiesto a Eric Idle di apparire allo spettacolo della NBC Saturday Night (che divenne poi Saturday Night Live), egli portò con sé  Neil Innes e inserì parte del materiale dei Rutles in un paio di sketch che ebbero un grande successo. A Idle quindi venne richiesto di ampliare lo sketch fino a raggiungere la durata di un vero film-documentario. Essendo All You Need Is Cash costituito da una serie di sketch e gag che illustrano la fittizia storia dei Rutles, seguendo la cronologia della carriera dei Beatles; Idle si rese subito conto di avere bisogno di qualche canzone originale in stile Beatles per il documentario, e chiese a Innes, ex membro della Bonzo Dog Doo-Dah Band e amico dei Monty Python, di scrivere qualche canzone sul genere di I Must Be In Love, una canzone beatlesiana "prima maniera", scritta da Innes che era stata suonata con successo nel Rutland Weekend Television. Innes era stato realmente collegato ai Beatles quando la Bonzo Dog Band aveva fatto un cameo nel film Magical Mystery Tour, dove aveva eseguito il brano Death Cab for Cutie nella scena del night-club. Paul McCartney aveva inoltre prodotto il loro singolo I'm the Urban Spaceman del 1968, composto e cantato da Innes.
Quattordici delle canzoni scritte da Innes per il documentario furono pubblicate nell'album della colonna sonora che riscosse un ottimo successo sia di pubblico che di critica (la ristampa in CD aggiunge sei canzoni omesse dal vinile originale). L'album ricevette una nomination ai premi Grammy nella categoria "Best Comedy Recording of the Year". Degli arrangiamenti ed orchestrazioni delle registrazioni dei Rutles si occupò il compositore John Altman. John Halsey, Ricky Fataar, e Neil Innes cantarono e suonarono veramente i propri strumenti, mentre invece Eric Idle venne doppiato nelle canzoni da Ollie Halsall, che suonò anche le sue parti di chitarra.
Nel film sono presenti molti camei di comici statunitensi e britannici, inclusi membri dei Monty Python, del cast del Saturday Night Live, e di Rutland Weekend Television. George Harrison fu l'unico dei Beatles a partecipare al progetto con un breve cameo nel ruolo di un giornalista televisivo. Altre rockstar coinvolte furono Mick Jagger, Paul Simon e Roger McGough, tutti e tre nel ruolo di se stessi.
Bianca Jagger interpretò Martini, la moglie di Dirk McQuickly; mentre Ronnie Wood fece la parte di un Hell's Angel.
Il film andò molto bene ed ebbe ottimi ascolti al suo debutto sulla BBC. Oggi, specialmente tra i fan dei Beatles, ha raggiunto lo status di cult movie anche grazie al successo della colonna sonora di Innes, ed è stato distribuito nei vari formati home video.
Nonostante ciò, il film è tuttora inedito in Italia.